# Pseudopiesmopoda malgassicola
Pseudopiesmopoda malgassicola är en fjärilsart som beskrevs av Ulrich Roesler 1982. Pseudopiesmopoda malgassicola ingår i släktet Pseudopiesmopoda och familjen mott. Inga underarter finns listade i Catalogue of Life.